# Polana minima
Polana minima är en insektsart som beskrevs av Freytag 2007. Polana minima ingår i släktet Polana och familjen dvärgstritar. Inga underarter finns listade i Catalogue of Life.